# Er'ela Golan
Er'ela Golan (hebrejsky אראלה גולן‎, * 1945) je izraelská politička a bývalá poslankyně Knesetu za stranu Šinuj.

## Biografie
Narodila se roku 1945 v Petach Tikva. Sloužila v izraelské armádě, kde působila ve zpravodajských jednotkách vojenského letectva. Studovala divadelnictví a biologii se zaměřením na neurofyziologii. Studovala také památkovou péči na Telavivské univerzitě. Pracovala jako architektka. Hovoří hebrejsky, anglicky a francouzsky.

## Politická dráha
Je členkou památkářské organizace Icomos Israel. Od roku 1980 je členkou strany Šinuj. Působila na Hebrejské univerzitě a v nemocnici Šeba v oboru neurofyziologie.
V izraelském parlamentu zasedla po volbách do Knesetu v roce 2003, v nichž nastupovala za stranu Šinuj. Mandát získala až dodatečně v prosinci 2004 za zemřelou poslankyni Jehudit Na'ot. V parlamentu působila ve výboru pro vnitřní záležitosti a životní prostředí, výboru pro vzdělávání, kulturu a sport, výboru pro status žen, výboru pro drogové závislosti a výboru pro vědu a technologie.
V roce 2006 došlo ve straně Šinuj k rozkolu a větší část jejího poslaneckého klubu, včetně Er'ely Golan, odešla do nové frakce nazvané Chec. Ta ale v následujících volbách do Knesetu v roce 2006 neuspěla. Později se přidala k neparlamentní politické straně Jisra'el Chazaka.